# Élections législatives macédoniennes de 2016
Les élections législatives macédoniennes de 2016 (en macédonien : Македонски парламентарни избори (2016)) se tiennent le dimanche 11 décembre 2016, afin d'élire les 123 députés de la 9e législature de l'Assemblée de Macédoine, pour un mandat de quatre ans. Conformément à la loi électorale, 120 députés sont finalement élus.
Organisé en conséquence d'une grave crise politique en février 2015, le scrutin voit la courte victoire de la VMRO-DPMNE au pouvoir depuis 2006 face à l'Union sociale-démocrate de Macédoine (SDSM). Celle-ci passe un accord avec des députés des Albanais de Macédoine, initialement repoussé par le président de la République. Après des scènes de violence au sein de l'enceinte parlementaire, le chef de l'État accepte de charger Zoran Zaev de former le nouveau gouvernement. Ce dernier accède à la direction de l'exécutif en mai 2017, cinq mois et demi après les élections.

## Contexte

### Victoire contestée de Gruevski
Lors des élections législatives anticipées du 27 avril 2014, tenues en même temps que le second tour de l'élection présidentielle, l'Organisation révolutionnaire macédonienne intérieure - Parti démocratique pour l'unité nationale macédonienne (VMRO-DPMNE) du président du gouvernement Nikola Gruevski s'impose avec plus de 40 % des suffrages exprimés, contre 22 % à l'Union sociale-démocrate de Macédoine (SDSM) du maire de Stroumitsa Zoran Zaev. Ce dernier rejette les résultats estimant que le pouvoir a « massivement acheté des voix, en présence et avec l'assistance de la police » et l'accusant « d'abuser de l'ensemble du système d'État » à coups « de menaces et de chantage »,.

### Crise politique et scandale des écoutes
Accusé le 31 janvier 2015 par la police de fomenter un coup d'État., Zaev révèle le 9 février disposer de nombreux enregistrements réalisés par les services secrets sur ordre direct de Gruevski, qui concerneraient des ministres, des dirigeants de l'opposition, des dirigeants d'ONG, des journalistes, des entrepreneurs...
Le chef de l'exécutif accuse à son tour le chef de l'opposition d'espionner ses alliés et de se préparer à le renverser illégalement, des déclarations qui amènent les partis de l'opposition à boycotter les travaux de l'Assemblée. Le 12 mai, après des affrontements armés entre la police et un commando albanais ayant fait 22 morts, deux ministres et le chef des services secrets démissionnent.
Une manifestation, menée par Zaev, rassemble 20 000 personnes à Skopje cinq jours plus tard. Le président de la SDSM exhorte ensuite les manifestants à camper devant le palais du gouvernement jusqu'à la démission du président du gouvernement.

### Accord pour de nouvelles élections
Sous l'égide de l'Union européenne, Zaev et Gruevski concluent un accord le 2 juin pour l'organisation d'élections législatives anticipées avant la fin de l'année 2016, soit deux ans avant l'échéance constitutionnelle normale, et s'entendent le 15 juillet sur la formation d'un gouvernement de transition 100 jours avant la tenue du scrutin. Le 19 janvier 2016, l'Assemblée investi Emil Dimitriev en remplacement de Gruevski, les ministères de l'Intérieur et du Travail revenant à l'opposition.
Initialement prévu pour le 24 avril, le scrutin est reporté au 5 juin par un accord conclu le 24 février entre la VMRO-DPMNE et la SDSM. La crise est rouverte le 13 avril, lorsque le président de la République Gjorge Ivanov promulgue une amnistie concernant les « procédures judiciaires contre les responsables du gouvernement et de l'opposition » mis en cause dans le scandale des écoutes. Potentiellement bénéficiaire de cette décision, Zaev dénonce un « coup d'État » et souligne qu'elle profite à l'ancienne ministre de l'Intérieur et à l'ex-directeur des services secrets. La SDSM ayant fait part de son intention de boycotter le scrutin, un report sans date est décidé par les députés le 18 mai.
Un accord de principe est conclu le 21 juillet pour que le scrutin puisse se tenir le 11 décembre, après une médiation de l'ambassadeur des États-Unis. Huit jours plus tard, l'Assemblée adopte à l'unanimité quatre lois nécessaires à la mise en œuvre de l'accord conclu entre les partis : celle relative à la création d'un gouvernement technique 100 jours avant les élections, celle sur le ministère de l'Intérieur, concernant la régulation des médias, et celle réformant le Code électoral. La VMRO-DPMNE et la SDSM ratifient le 31 août un accord prévoyant la tenue des élections au 11 décembre suivant.
L'Assemblée vote formellement sa dissolution le 17 octobre, juste après avoir adopté le budget. Si la convocation de nouvelles élections reçoit un large soutien avec 110 voix favorables sur 123, le projet de loi de finances est approuvé par les seuls députés de la VMRO-DPMNE. La SDSM, opposée au texte, choisit de ne pas s'y opposer afin de s'assurer du vote de dissolution prévu juste après.

## Système électoral

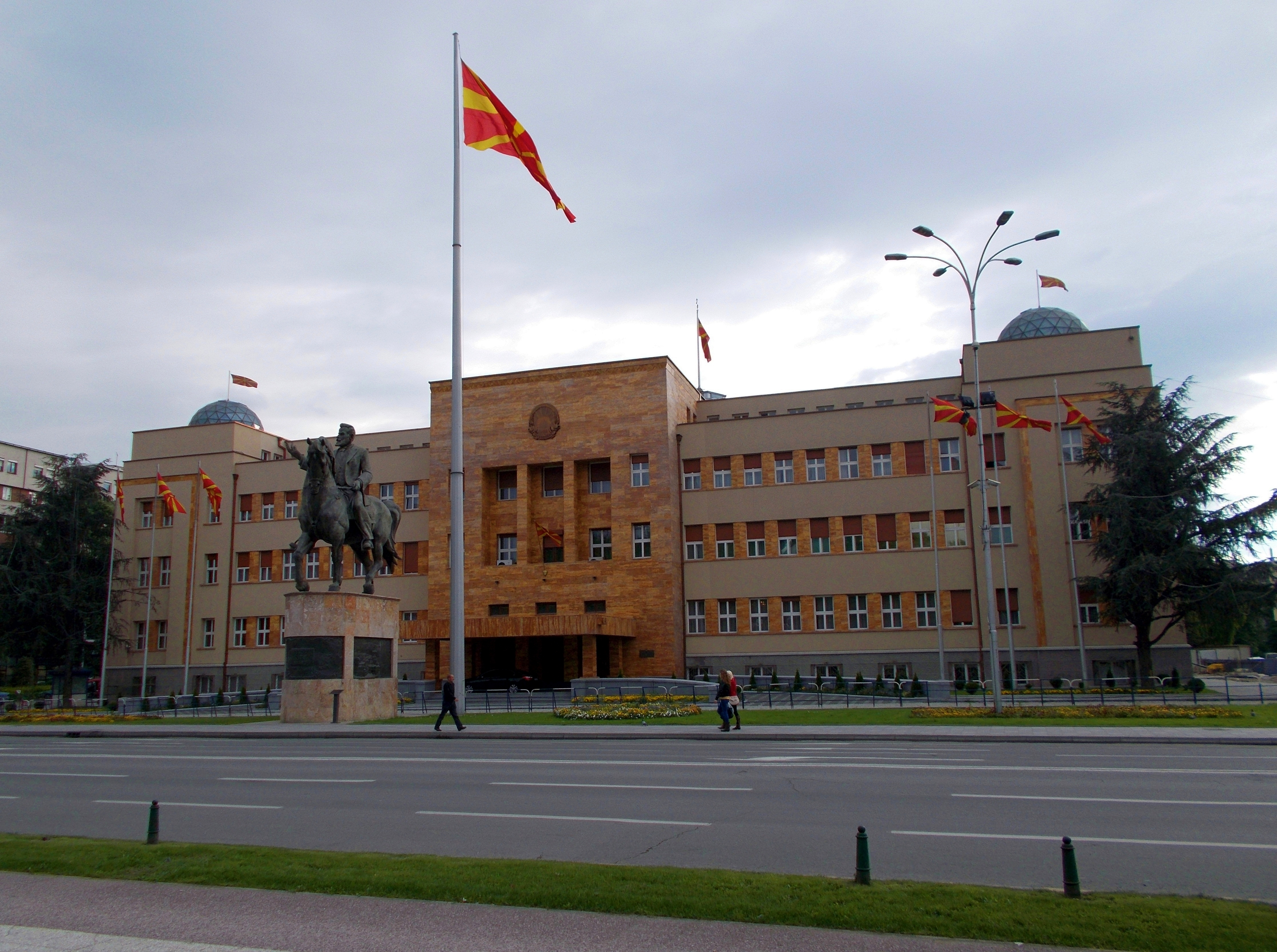
Le palais de l'Assemblée à Skopje.

L'Assemblée de Macédoine (Собрание на Македонија) est un parlement monocaméral composé de 123 sièges pourvus pour quatre ans, dont 120 au scrutin proportionnel plurinominal dans six circonscriptions de 20 sièges chacune.
Les électeurs votent pour le candidat d'une liste, et ce vote correspond à une voix pour cette dernière tout en jouant le rôle d'un vote préférentiel pour le candidat en question, ce qui peut éventuellement permettre au candidat de voir sa place monter dans la liste.
Après décompte des suffrages, les sièges sont répartis selon la méthode d'Hondt au quotient simple, sans seuil électoral. Toutes les listes reçoivent par conséquent un siège en proportion de leurs parts des suffrages exprimés, avec un siège par tranche de 1/20ème de suffrage dans chacune des six circonscription, soit un seuil de facto de 5 % des suffrages exprimés. Les sièges sont répartis, au sein des listes, entre les candidats ayant reçu le plus grand nombre de suffrages en leur nom, par ordre décroissant.
Les trois sièges restants, réservés à la diaspora, sont pourvus selon le même système, mais leur élection est conditionné à l'obtention d'un minimum de suffrages liés au scrutin précèdent. Un candidat de la diaspora n'est ainsi élu que si la liste sur laquelle il se présente réunit au moins autant de votes en sa faveur que le candidat ayant été élu avec le moins de voix en Macédoine du Nord lors du scrutin précédent. Les second et troisième sièges ne sont attribués que si cette même liste réunit le double et le triple de ce montant. En 2016, le nombre de suffrages à atteindre est ainsi de 6 478 votes.
Le système proportionnel permet notamment la représentation de la minorité albanaise. En outre, toute liste doit comprendre au moins 30 % de candidats de chaque sexe, et les candidats du sexe le moins représenté dans chacune des listes être positionnés au minimum tous les dix noms.

## Campagne

### Principales forces politiques
| Parti/coalition | Parti/coalition | Idéologie                                                                        | Chef de file                     | Score en 2014              |
| --------------- | --- | -------------------------------------------------------------------------------- | -------------------------------- | -------------------------- |
|                 | VMRO-DPMNE ВМРО-ДПМНЕ                                                                                               | Centre droit à droite Libéral-conservatisme, démocratie chrétienne, nationalisme | Nikola Gruevski                  | 43,0 % des voix 61 députés |
|                 | Union sociale-démocrate de Macédoine Социјалдемократски сојуз на Македонија (SDSM)                                  | Centre gauche Social-démocratie, libéralisme, europhilie                         | Zoran Zaev (Maire de Stroumitsa) | 25,3 % des voix 35 députés |
|                 | Union démocratique pour l'intégration Демократска унија за интеграција (DUI) Bashkimi Demokratik për Integrim (BDI) | Centre droit Conservatisme social, europhilie, intérêts des Albanais             | Ali Ahmeti                       | 13,7 % des voix 19 députés |
|                 | Parti démocratique des Albanais Демократска партија на Албанците (DPA) Partia Demokratike Shqiptare (PDSh)          | Centre droit Conservatisme social, intérêts des Albanais                         | Menduh Thaçi                     | 5,9 % des voix 7 députés   |

## Résultats
|                          |                                                          |                                                          |                                                 |           |       |       |               |               |
| Parti/coalition          | Parti/coalition                                          | Parti/coalition                                          | Parti/coalition                                 | Voix      | %     | +/-   | Sièges        | +/-           |
|                          | VMRO-DPMNE                                               | VMRO-DPMNE                                               | VMRO-DPMNE                                      | 454 577   | 38,14 | 4,83  | 51            | 10            |
|                          | VMRO-DPMNE                                               | VMRO-DPMNE                                               | 43                                              | 454 577   | 38,14 | 4,83  | 9             |               |
|                          | Parti socialiste de Macédoine (SPM)                      | Parti socialiste de Macédoine (SPM)                      | 3                                               | 454 577   | 38,14 | 4,83  | en stagnation |               |
|                          | Option citoyenne pour la Macédoine (GROM)                | Option citoyenne pour la Macédoine (GROM)                | 2                                               | 454 577   | 38,14 | 4,83  | 1             |               |
|                          | Parti démocratique des Serbes de Macédoine (DPS)         | Parti démocratique des Serbes de Macédoine (DPS)         | 1                                               | 454 577   | 38,14 | 4,83  | en stagnation |               |
|                          | Parti démocratique des Turcs de Macédoine (DPT/TDP)      | Parti démocratique des Turcs de Macédoine (DPT/TDP)      | 1                                               | 454 577   | 38,14 | 4,83  | en stagnation |               |
|                          | Union des Roms de Macédoine (SRM)                        | Union des Roms de Macédoine (SRM)                        | 1                                               | 454 577   | 38,14 | 4,83  | en stagnation |               |
|                          | Parti d'action démocratique de Macédoine (SDA)           | Parti d'action démocratique de Macédoine (SDA)           | 0                                               | 454 577   | 38,14 | 4,83  | 1             |               |
|                          | Autres (partis absents)                                  | Autres (partis absents)                                  | 0                                               | 454 577   | 38,14 | 4,83  | 1             |               |
|                          | Union sociale-démocrate de Macédoine (SDSM)              | Union sociale-démocrate de Macédoine (SDSM)              | Union sociale-démocrate de Macédoine (SDSM)     | 436 981   | 36,66 | 11,32 | 49            | 14            |
|                          | Union sociale-démocrate de Macédoine (SDSM)              | Union sociale-démocrate de Macédoine (SDSM)              | 37                                              | 436 981   | 36,66 | 11,32 | 10            |               |
|                          | Parti libéral-démocrate (LDP)                            | Parti libéral-démocrate (LDP)                            | 2                                               | 436 981   | 36,66 | 11,32 | 1             |               |
|                          | Nouveau Parti social-démocrate (NSDP)                    | Nouveau Parti social-démocrate (NSDP)                    | 2                                               | 436 981   | 36,66 | 11,32 | 1             |               |
|                          | Renouveau démocratique de Macédoine (DOM)                | Renouveau démocratique de Macédoine (DOM)                | 1                                               | 436 981   | 36,66 | 11,32 | en stagnation |               |
|                          | Parti pour le Mouvement turc de Macédoine (PDT/THP)      | Parti pour le Mouvement turc de Macédoine (PDT/THP)      | 1                                               | 436 981   | 36,66 | 11,32 | en stagnation |               |
|                          | Parti pour l'avenir européen (PEI)                       | Parti pour l'avenir européen (PEI)                       | 1                                               | 436 981   | 36,66 | 11,32 | 1             |               |
|                          | Parti des retraités et citoyens unis de Macédoine (POPG) | Parti des retraités et citoyens unis de Macédoine (POPG) | 1                                               | 436 981   | 36,66 | 11,32 | 1             |               |
|                          | Députés indépendants (NP)                                | Députés indépendants (NP)                                | 4                                               | 436 981   | 36,66 | 11,32 | 4             |               |
|                          | Union démocratique pour l'intégration (BDI/DUI)          | Union démocratique pour l'intégration (BDI/DUI)          | Union démocratique pour l'intégration (BDI/DUI) | 86 796    | 7,28  | 6,43  | 10            | 9             |
|                          | Mouvement Besa (LB/DB)                                   | Mouvement Besa (LB/DB)                                   | Mouvement Besa (LB/DB)                          | 57 868    | 4,86  | Nv    | 5             | 5             |
|                          | Alliance pour les Albanais (ASh/AA)                      | Alliance pour les Albanais (ASh/AA)                      | Alliance pour les Albanais (ASh/AA)             | 35 121    | 2,95  | Nv    | 3             | 3             |
|                          | Parti démocratique des Albanais (PDSh/DPA)               | Parti démocratique des Albanais (PDSh/DPA)               | Parti démocratique des Albanais (PDSh/DPA)      | 30 964    | 2,60  | 3,32  | 2             | 5             |
|                          | VMRO-Macédoine                                           | VMRO-Macédoine                                           | VMRO-Macédoine                                  | 24 524    | 2,06  | Abs   | 0             | en stagnation |
|                          | La Gauche (Levica)                                       | La Gauche (Levica)                                       | La Gauche (Levica)                              | 12 120    | 1,02  | Nv    | 0             | en stagnation |
|                          | Autres                                                   | Autres                                                   | Autres                                          | 15 011    | 1,30  | –     | 0             | 1             |
|                          |                                                          |                                                          |                                                 |           |       |       |               |               |
| Suffrages exprimés       | Suffrages exprimés                                       | Suffrages exprimés                                       | Suffrages exprimés                              | 1 153 962 | 96,64 |       |               |               |
| Blancs et nuls           | Blancs et nuls                                           | Blancs et nuls                                           | Blancs et nuls                                  | 37 870    | 3,36  |       |               |               |
| Total                    | Total                                                    | Total                                                    | Total                                           | 1 191 832 | 100   | –     | 120           | 3             |
| Abstention               | Abstention                                               | Abstention                                               | Abstention                                      | 592 584   | 33,21 |       |               |               |
| Inscrits / participation | Inscrits / participation                                 | Inscrits / participation                                 | Inscrits / participation                        | 1 784 416 | 66,79 |       |               |               |

### Analyse
À l'issue du scrutin, à peine 18 000 voix séparent l'Organisation révolutionnaire macédonienne intérieure - Parti démocratique pour l'unité nationale macédonienne (VMRO-DPMNE) de Nikola Gruevski, de l'Union sociale-démocrate de Macédoine (SDSM) de Zoran Zaev. Ce dernier se refuse d'ailleurs à reconnaître les résultats.

### Conséquences
Zaev parvient à rallier 18 députés albanophones, ce qui lui assure le soutien d'une majorité absolue de parlementaires. Il présente ses parrainages au président de la République Gjorge Ivanov le 27 février 2017. Puisque leur accord prévoit que l'albanais devienne la seconde langue officielle du pays, le chef de l'État rejette sa candidature deux jours plus tard, affirmant que « la Constitution et [sa] conscience » lui interdisent « de confier la charge de former un gouvernement à une personne ou à un parti dont le programme prône l’atteinte à la souveraineté, l’intégrité territoriale et l’indépendance » du pays.
L’envahissement le 29 avril du palais de l'Assemblée par des militants nationalistes qui molestent plusieurs députés — dont Zaev — provoque un choc général dans la société et la classe politique macédoniennes. Ivanov, qui a obtenu des assurances écrites du président de la SDSM sur l'unité et l'intégrité territoriales du pays, confie à ce dernier le mandat de constituer le nouvel exécutif le 17 mai. Ayant formé une alliance avec l'Union démocratique pour l'intégration (BDI/DUI) et l'Alliance pour les Albanais (ASh/AA), Zoran Zaev est investi à 42 ans président du gouvernement par l'Assemblée par 62 voix favorables, après s'être engagé à obtenir une adhésion « aussi rapide que possible » à l'Union européenne et à l'Organisation du traité de l'Atlantique nord (OTAN).